# 하슘
하슘(←영어: hassium 해시엄[*], 독일어: Hassium 하시움[*])은 화학 원소로 기호는 Hs(←라틴어: hassium 하시움[*]), 원자 번호는 108이다. 가속기에서 납에 철 이온을 충돌시켜 만들어졌다.  알파 붕괴하여 시보귬을 생성하거나, 자발 핵분열으로 붕괴한다. 하슘은 오스뮴과 성질이 유사하고 휘발성의 산화물을 만들어낸다. 반감기는 가장 안정된 원자의 경우 16분 30초이다. 원자량이 277일 경우 비로소 안정적인 안정성의 섬에 속해있는 상태이다. 밀도는 41g/cm3으로 가장 크다.